# Podkowiec tanzański
Podkowiec tanzański (Rhinolophus deckenii) – gatunek ssaka z rodziny podkowcowatych (Rhinolophidae), występujący w Afryce Wschodniej; według IUCN jest bliski zagrożenia wyginięciem.

## Taksonomia
Gatunek po raz pierwszy zgodnie z zasadami nazewnictwa binominalnego opisał w 1868 roku niemiecki zoolog Wilhelm Peters, nadając mu nazwę Rhinolophus Deckenii. Holotyp pochodził z wybrzeża Zanzibaru w Tanzanii. Holotypem (numer katalogowy ZMB 3269) było ciało dorosłej samicy bez głowy, zakonserwowane w alkoholu. Okaz pochodził z kolekcji Karla Klausa von der Deckena.
Rhinolophus deckenii należy do grupy gatunkowej ferrumequinum. R. deckenii jest bardzo podobny do R. silvestris i razem mogą tworzyć jeden gatunek. We wcześniejszych ujęciach systematycznych był traktowany jako podgatunek R. clivosus, ale w toku późniejszych badań jest powszechnie uważany za odrębny gatunek. Autorzy Illustrated Checklist of the Mammals of the World uznają ten gatunek za monotypowy, tzn. nie rozpoznają podgatunków.

### Etymologia
- Rhinolophus: gr. ῥις rhis, ῥινος rhinos „nos”; λοφος lophos „grzebień”[13].
- deckenii: baron Karl Klaus von der Decken (1833–1865), niemiecki odkrywca w Afryce Wschodniej i na Madagaskarze; pierwszy Europejczyk, który próbował wspiąć się na Kilimandżaro[14].

## Zasięg występowania
Podkowiec tanzański występuje w środkowo-zachodniej Ugandzie, środkowo-zachodniej i południowo-wschodniej Kenii, wschodniej Tanzanii, włącznie z archipelagiem Zanzibaru (wyspy Pemba, Zanzibar i Mafia) i najwyraźniej w środkowym Mozambiku (Chinizuia Forest).

## Morfologia

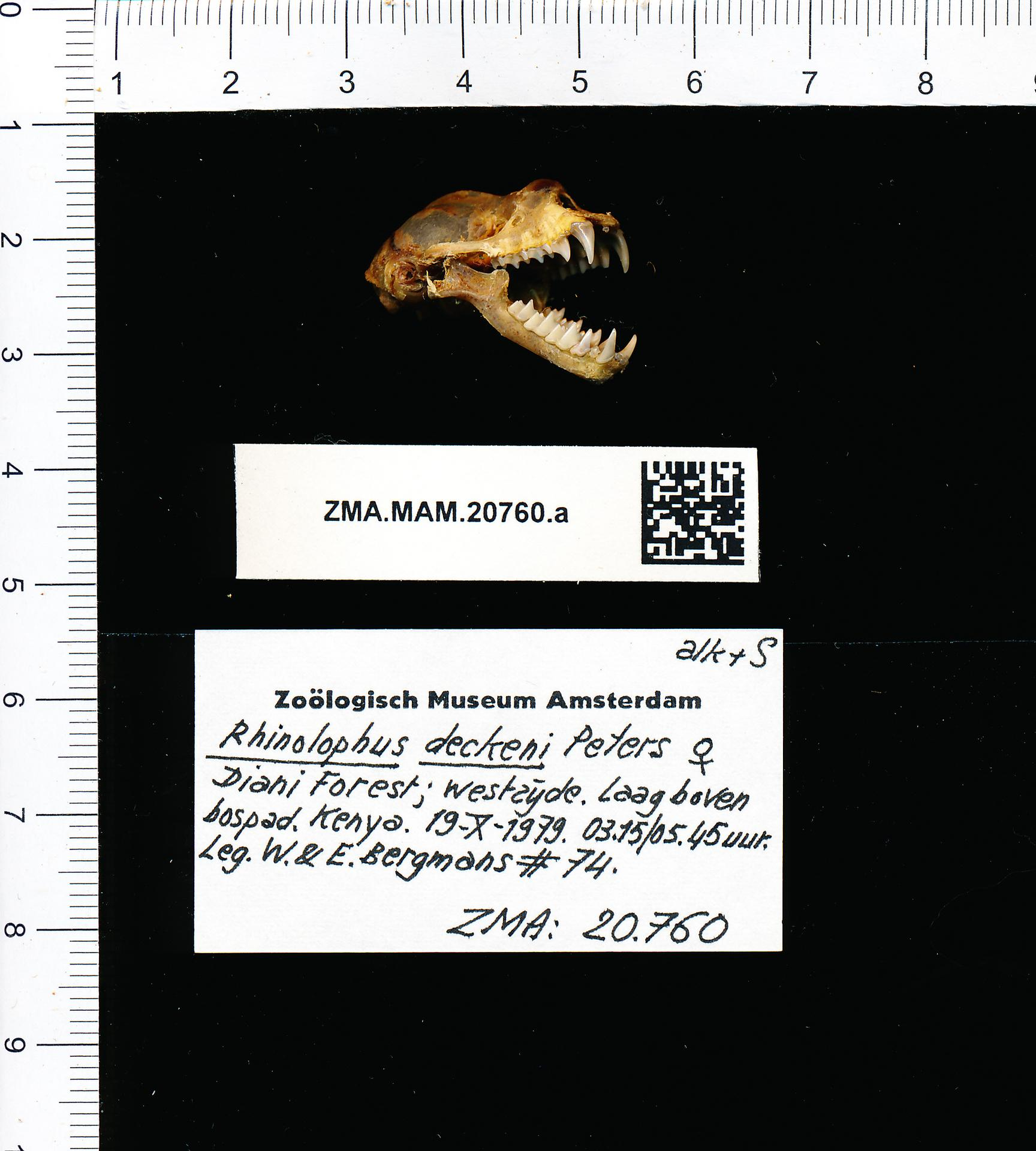

Długość ciała (bez ogona) około 51–67 mm, długość ogona 25–33 mm, długość ucha 18–27 mm, długość tylnej stopy 11–13 mm, długość przedramienia 48–56 mm; brak danych dotyczących masy ciała. Futro na grzbiecie jest szarobrązowe (włosy są szaropłowe, z szarawobrązowymi końcówkami); na brzuchu jest nieco bledsze. Nie stwierdzono żadnego odcienia pomarańczowego. Samce nie mają kępek pachowych. Uszy są średnio krótkie (39–49% długości przedramienia). Płatek nosowy ma subtrójkątną, wysoką nasadę, z prostymi lub lekko wklęsłymi bokami i tępo zakończonym wierzchołkiem; wyrostek łączący jest półokrągły i równy wysokości siodełka. Siodełko jest nagie, z bokami równoległymi lub lekko wklęsłymi i szerokim, zaokrąglonym czubkiem. Podkowa jest szeroka (średnio 9,1–11,5 mm), obejmuje cały pysk, ma boczne listki i wyraźną środkową krawędź. Dolna warga ma trzy rowki: środkowy rowek jest dobrze widoczny, a dwa zewnętrzne są słabo uformowane. Kość prącia ma spłaszczony, łopatkowy trzon. Skrzydła i uropatagium są brązowe i półprzezroczyste. Czaszka jest solidna, z mocnymi łukami jarzmowymi (szerokość jarzmowa jest znacznie większa niż szerokość wyrostka sutkowatego). Otwory nosowe są średniej wysokości i mają gładko zaokrąglony profil boczny; wgłębienie czołowe jest umiarkowanie głębokie, z wydatnymi grzbietami nadoczodołowymi. Grzebień strzałkowy jest dobrze rozwinięty z przodu i nieobecny z tyłu; rowek międzyskrzydłowy jest płytki, ale wyraźny. P2 jest mały i całkowicie przesunięty wargowo (choć czasami przesunięty do połowy) lub nieobecny; C1 i P4 są zwykle oddzielone wąską szczeliną; P3 jest nieobecny, co pozwala P2 i P4 stykać się ze sobą. Wzór zębowy: I {\displaystyle {\tfrac {1}{2}}} C {\displaystyle {\tfrac {1}{1}}} P {\displaystyle {\tfrac {2}{2}}} M {\displaystyle {\tfrac {3}{3}}} = 30 lub I {\displaystyle {\tfrac {1}{2}}} C {\displaystyle {\tfrac {1}{1}}} P {\displaystyle {\tfrac {1}{2}}} M {\displaystyle {\tfrac {3}{3}}} = 28.

## Ekologia
Podkowiec tanzański zamieszkuje małe mozaiki leśne w regionach przybrzeżnych, ale bywa widywany także w suchych śródlądowych lasach miombo na wysokości około 650 m n.p.m. (ale spotykano go na wysokości 1100 m n.p.m. w górach Udzungwa i 900 m n.p.m. we wschodniej części gór Usambara). Podkowiec tanzański został zarejestrowany również w siedliskach Afromontane na Kilimandżaro w Tanzanii, na wysokości 500–800 m n.p.m. Schronienia dzienne podkowców tanzańskich zostały zarejestrowane w jaskiniach i głębokich grotach w obszarach koralowych oraz skalnych na wyspie Zanzibar, jak również w starych sztucznych konstrukcjach stworzonych przez człowieka, w tym w glinianych domach na wyspie Pemba. Podkowce tanzańskie występują w małych koloniach liczących mniej niż 20 osobników. Odnotowano, że gniazdują razem z płatkonosem kafryjskim (Hipposideros caffer), bruzdonosem wielkouchym (Nycteris macrotis) i bruzdonosem egipskim (N. thebaica).
Brak danych na temat nawyków żywieniowych i składu pokarmu podkowców tanzańskich.
Bardzo mało informacji na temat zachowań rozrodczych i rozrodu; ciężarne samice były odławiane w sierpniu, październiku i listopadzie.

## Status zagrożenia i ochrona
W Czerwonej księdze gatunków zagrożonych Międzynarodowej Unii Ochrony Przyrody został zaliczony do kategorii NT (ang. Near Threatened „bliski zagrożenia”). Podkowiec tanzański jest wymieniony jako bliski zagrożenia, ponieważ podejrzewa się, że jego globalna populacja zmniejszyła się o 25–30% w ciągu ostatnich 15 lat (dwa pokolenia) i oczekuje się, że będzie się zmniejszać przez następne 7,5 roku (1 pokolenie). Według doniesień jest lokalnie pospolity na niektórych obszarach, takich jak Rezerwat Leśny Manga, w Tanzanii i Mozambiku. Ocenia się, że główne zagrożenie stanowi prawdopodobnie wycinka i przekształcanie gruntów leśnych na cele rolnicze, zwłaszcza na terenach przybrzeżnych. Na niektórych obszarach kluczowymi zagrożeniami są również zakłócanie spokoju i degradacja jaskiń, w których odpoczywają te nietoperze. Wskazuje się, że potrzebne są dalsze badania nad taksonomią, biologią i ekologią tego gatunku.